# Malik Willis
Malik Willis (geboren am 25. Mai 1999 in Atlanta, Georgia) ist ein US-amerikanischer American-Football-Spieler auf der Position des Quarterbacks. Er spielt seit 2024 für die Green Bay Packers in der National Football League (NFL). Zuvor spielte er College Football für Liberty und Auburn und wurde im NFL Draft 2022 in der dritten Runde von den Tennessee Titans ausgewählt.

## Frühe Jahre und College
Willis besuchte die Westlike High School in Atlanta, Georgia, bevor er für sein letztes Jahr an die Roswell High School in Roswell, Georgia wechselte. Er wurde als Drei-Sterne-Rekrut bewertet und entschied sich, für die Auburn Tigers der Auburn University College Football zu spielen.

### Auburn
Willis spielte 2017 und 2018 für die Auburn Tigers. Dort wurde er nur sporadisch eingesetzt und konnte in zwei Jahren elf Pässe für 69 Yards und einen Touchdown komplettieren. Zusätzlich erlief er 309 Yards und zwei Touchdowns.

### Liberty
Vor der Saison 2019 wechselte er zu Liberty und musste aufgrund der Transferregeln ein Jahr aussetzen. Für die Saison 2020 wurde er zum Starting Quarterback ernannt. Gegen Southern Mississippi hatte er sein bestes Spiel, dort konnte er für sechs Touchdowns passen und einen weiteren erlaufen. Am Ende der Saison konnte Liberty zehn Spiele gewinnen und die Saison in der Top 25 von AP und der Coaches' Poll beenden. Später wurde er mit dem Dudley Award für den besten Spieler im College Football im Staat Virginia ausgezeichnet.

## NFL Draft
Vor dem NFL Draft 2022 galt Willis als potenzieller Erstrundenpick und wurde oftmals mit den Pittsburgh Steelers in Verbindung gebracht, welche Kenny Pickett in der ersten Runde auswählten. Schließlich wurde er als dritter Quarterback nach Kenny Pickett und Desmond Ridder in der dritten Runde mit dem 86. Pick von den Tennessee Titans ausgewählt. Dort sollte er den bisherigen Starting Quarterback Ryan Tannehill herausfordern.
Willis bestritt als Rookie drei Spiele als Starter für die Titans, konnte sich jedoch nicht durchsetzen und wurde in der Vorbereitung auf die Saison 2024 hinter Will Levis und Mason Rudolph entbehrlich. Ende August 2024 gaben die Titans Willis im Austausch gegen einen Siebtrundenpick an die Green Bay Packers ab, wo er als Ersatzmann für Jordan Love eingeplant war.

## Persönliches
Sein Onkel James Anderson war elf Jahre in der NFL aktiv und wurde von den Carolina Panthers in der dritten Runde im NFL Draft 2006 ausgewählt.